# Вануату на Светском првенству у атлетици на отвореном 2023.
Вануату је учествовао на 19. Светском првенству у атлетици на отвореном 2023. одржаном у Будимпешти од 19. до 27. августа деветнаести пут, односно учествовао је на свим првенствима до данас. Репрезентацију Вануатуа представљала је 1 атлетичарка која се такмичила у трци на 100 метара, .
На овом првенству такмичарка Вануату није освојила ниједну медаљу, нити је оствариле неки резултат.

## Учесници
Жене: 
- Chloe David — 100 м

## Резултати

### Жене
| Атлетичарка | Дисциплина | Лични рекорд | Квалификације | Квалификације | Полуфинале            | Полуфинале            | Финале                | Финале       | Детаљи |
| Атлетичарка | Дисциплина | Лични рекорд | Резултат      | Место         | Резултат              | Место                 | Резултат              | Место        | Детаљи |
| ----------- | ---------- | ------------ | ------------- | ------------- | --------------------- | --------------------- | --------------------- | ------------ | ------ |
| Chloe David | 100 м      | 12,60        | 12,88         | 7. у гр. 2    | Није се квалификовала | Није се квалификовала | Није се квалификовала | 50 / 54 (56) |        |